# Zhengyangmen

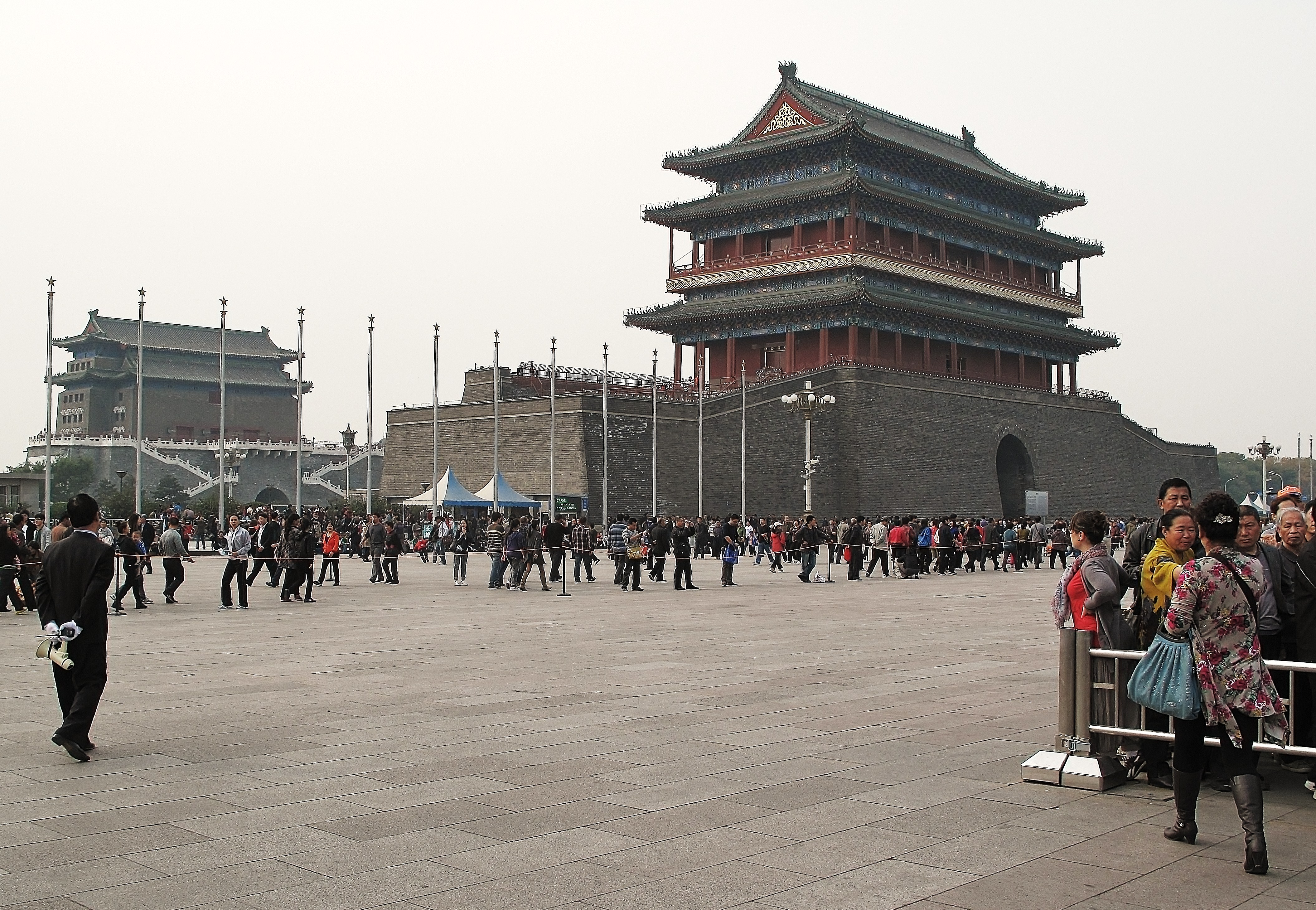
Das Zhengyangmen, links der vorgelagerte Wachturm, rechts das eigentliche Torhaus

Plan der Inneren Stadt (Tatarenstadt) und Äußeren Stadt (Chinesenstadt)

Zhengyangmen (chinesisch 正陽門 / 正阳门, Pinyin Zhèngyángmén, – „Zhengyang-Tor“), auch unter dem Namen Qianmen (前門 / 前门,  Qiánmén, – „Vordertor“) bekannt, ist ein altes Stadttor in Peking.
Es befand sich genau im Zentrum der südlichen Mauer der Inneren Stadt im Süden des Tian’anmen – des Tores zur Kaiserstadt (Huangcheng) – und trennte die „Tatarenstadt“ von der „Chinesenstadt“, d. h. der Äußeren Stadt (Waicheng). Das Zhengyangmen steht in der Achse des Kaiserpalastes.
Es wurde 1421 in der Zeit der Ming-Dynastie als eines der neun Tore bzw. Wachtürme der Inneren Stadt (Neicheng) erbaut. 1439 wurde das Tor um einen südlich vorgelagerten Wachturm/Bogenschützenturm ergänzt, ähnlich einer Barbakane. Der Wachturm wurde im Jahr 1900 während des Boxeraufstand teilweise niedergebrannt. Das Zhengyangmen wurde mehrfach restauriert und ist nicht in seiner ursprünglichen Form erhalten. Der Wachturm ist heute über 40 Meter hoch. Seit 1988 steht das Zhengyangmen auf der Liste der Denkmäler der Volksrepublik China (3-63).
Als das Haupttor der Inneren Stadt wurde es größer und prächtiger als andere Stadttore gebaut, es war das höchste und am feinsten geschmückte Stadttor. Nur der Kaiser durfte für seinen Gang zu den Opferzeremonien im Himmelstempel durch sein Mitteltor gehen, und nur kaiserliche Sänften und Wagen durften das Tor passieren.
Heute ist darin das Stadttor-Museum Zhengyangmen untergebracht.

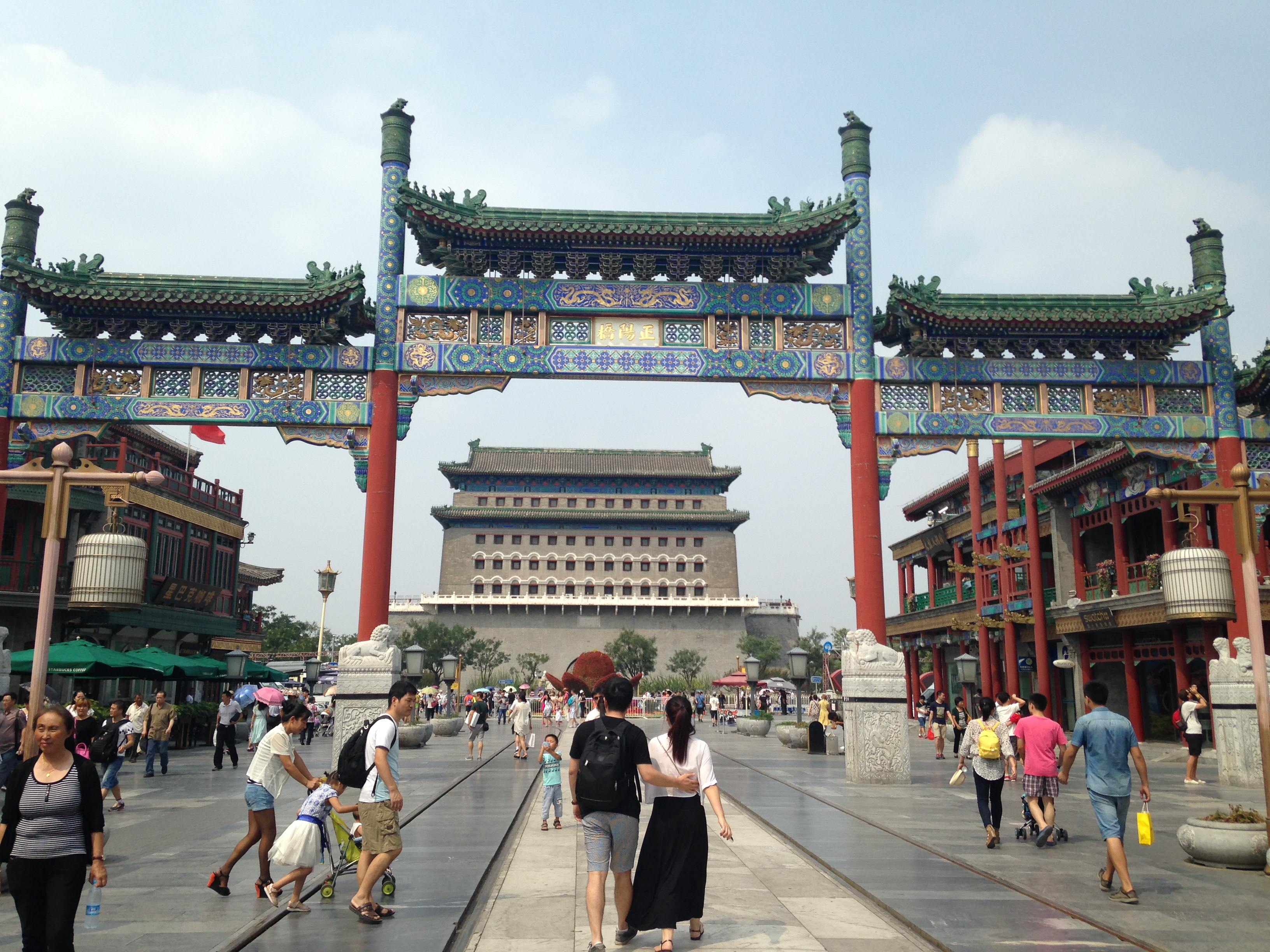
Wachturm von Süden aus gesehen
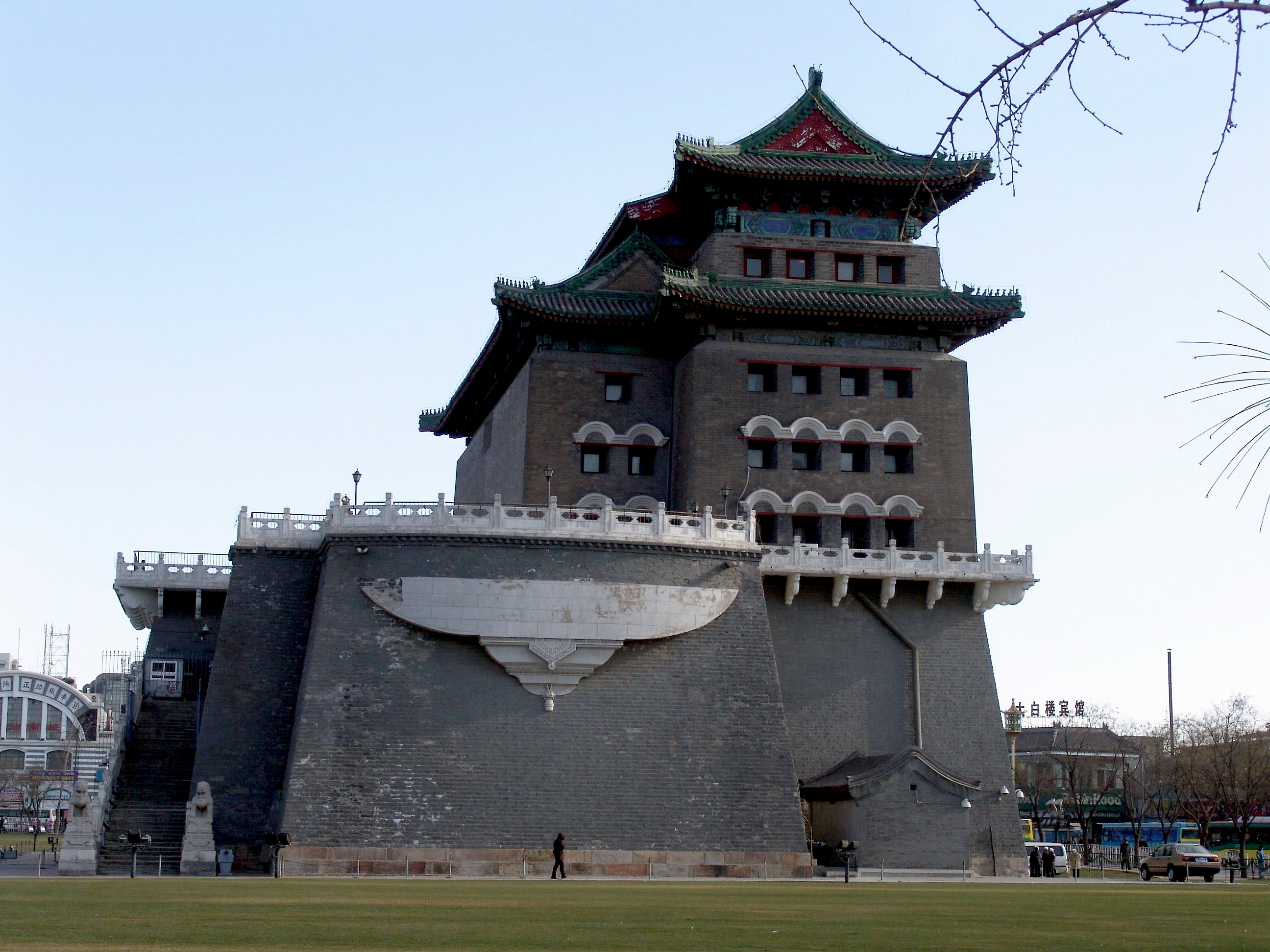
Wachturm von Westen aus
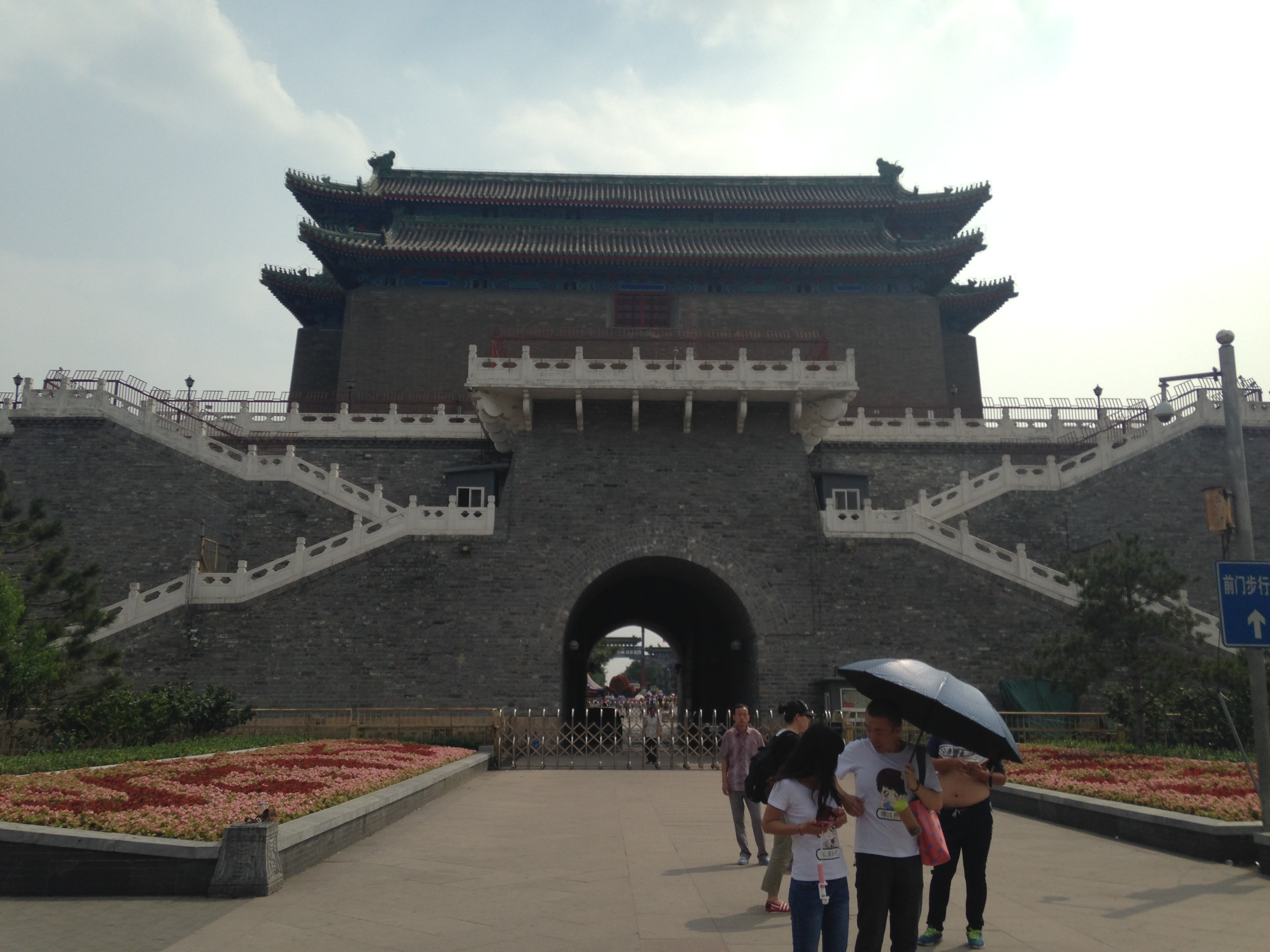
Wachturm von Norden aus
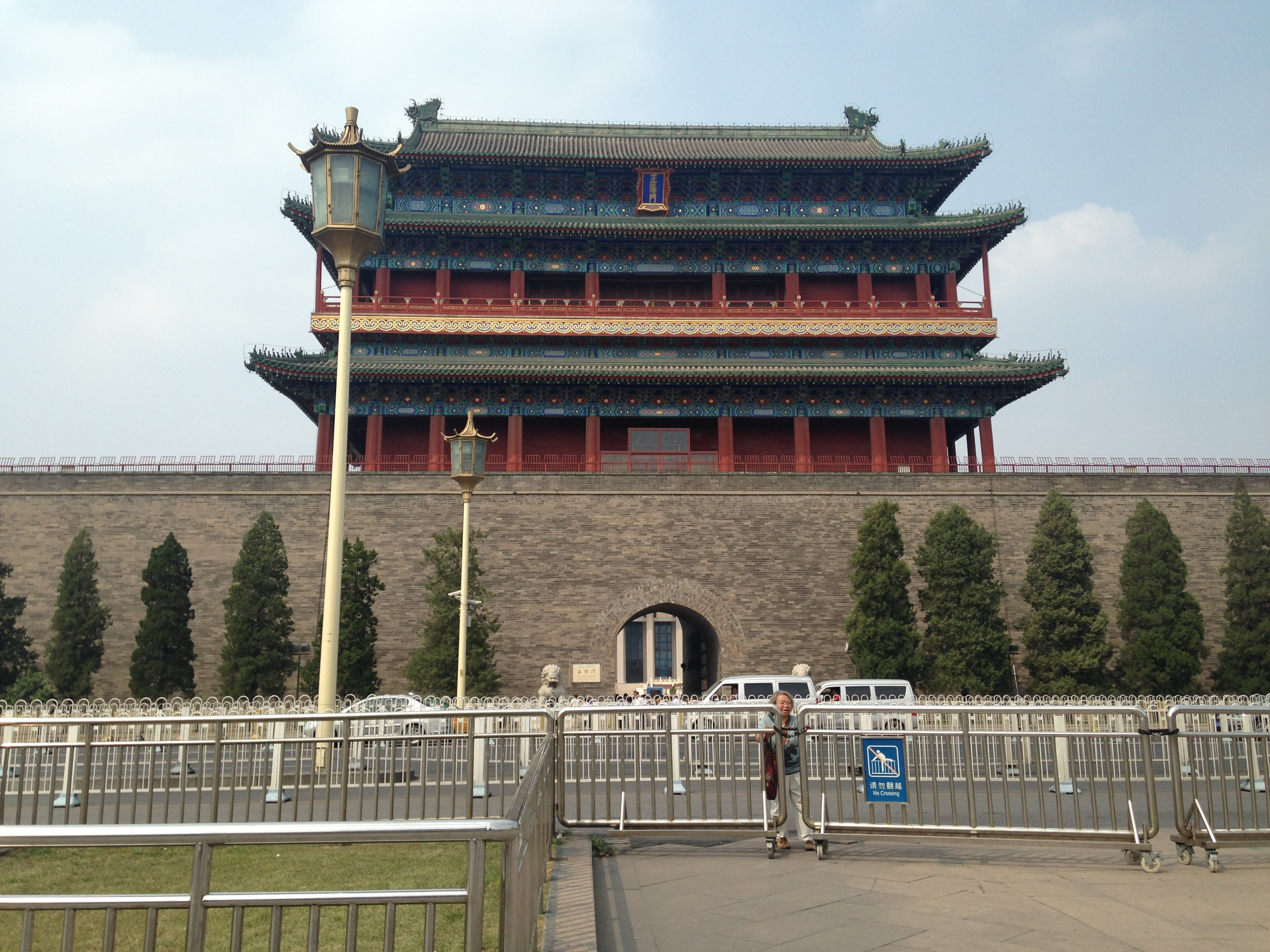
Torhaus von Süden aus gesehen
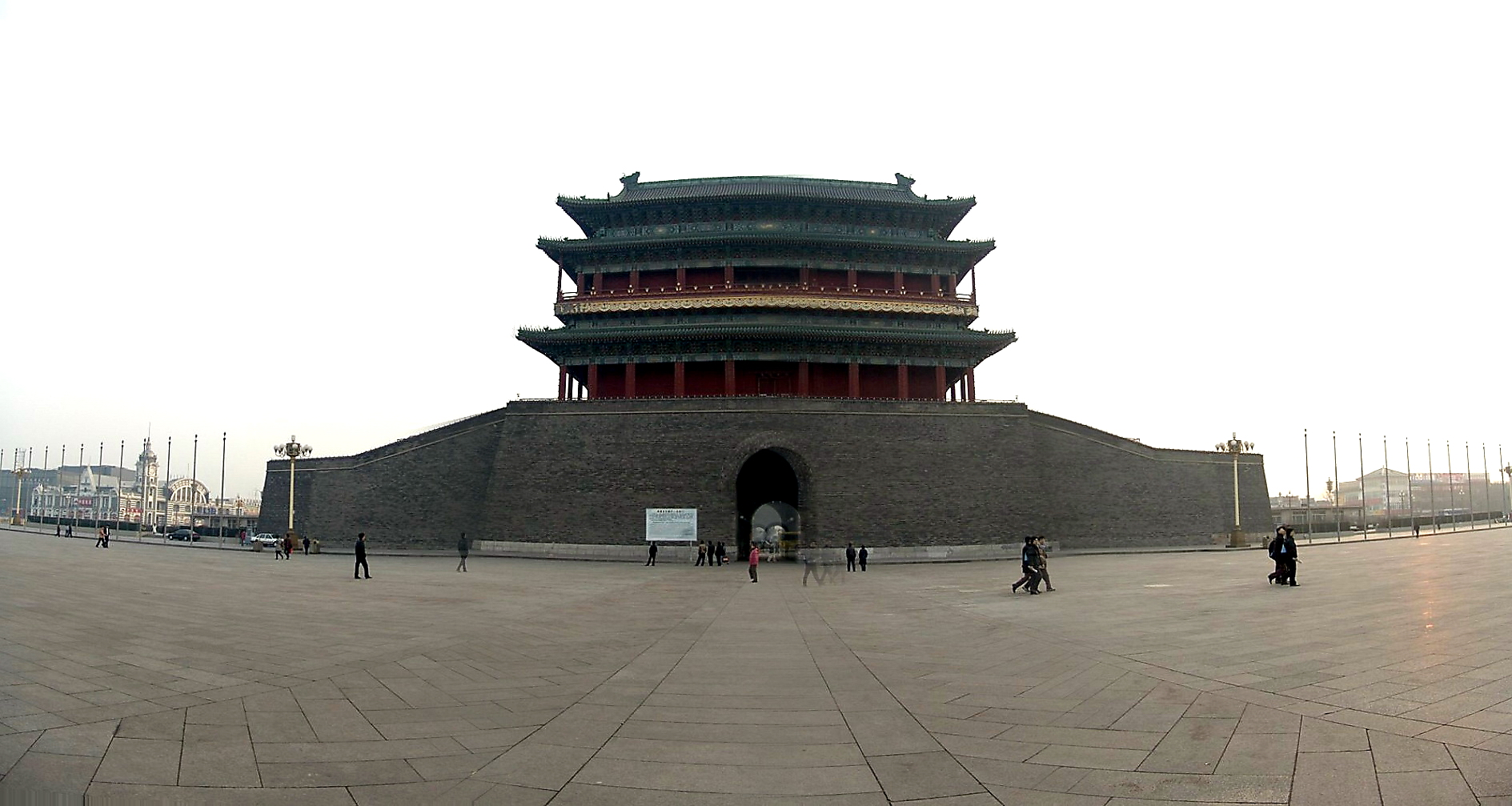
Torhaus von Norden aus Richtung Tian’anmen-Platz gesehen